# Volo Dan-Air 240
Il volo Dan-Air 240 fu un incidente che coinvolse un turboelica Hawker Siddeley HS 748 serie 2A operato dalla Dan-Air Services Limited sulla prima tappa di un volo postale notturno dall'aeroporto di Londra Gatwick all'aeroporto di East Midlands. L'incidente, avvenuto il 26 giugno 1981 vicino al villaggio di Nailstone, nel Leicestershire, a seguito di un grave cedimento strutturale causato dal cedimento di una porta in cabina, provocò la distruzione dell'aereo e la morte di tutti i tre occupanti a bordo (sia i piloti che un assistente di cabina).

## L'aereo
L'aereo, operato dalla Dan-Air Services Ltd, era un Hawker Siddeley HS 748-108 serie 2A (numero di serie del produttore/costruzione: 1560, codice di registrazione: G-ASPL) che compì il suo primo volo nel 1964. Il suo primo operatore era la Skyways Coach-Air. Dan-Air acquistò l'aereo dalla Skyways International, successore di Skyways Coach-Air, nel 1972. Al momento dell'incidente aveva volato per 34.592 ore.

## L'incidente
L'aereo partì da Londra Gatwick alle 17:28 con un orario di arrivo stimato (ETA) a East Midlands per le 18:25. L'equipaggio comprendeva due piloti e un assistente di cabina, in conformità con la politica di Dan-Air di trasportare un assistente di volo oltre all'equipaggio del cockpit sui voli postali (L'assistente era conosciuto come assistente postale su questi voli).
Durante la sua prima discesa verso la destinazione, l'addetto riferì che uno degli indicatori della porta della cabina mostrava una condizione di sbloccaggio. Poco dopo, il portellone posteriore destro (il portellone bagagli) si aprì, si staccò dai suoi supporti dei cardini e si bloccò sul bordo d'attacco del piano di coda orizzontale destro. La successiva ricostruzione della traiettoria di volo dell'aereo dalle prove del registratore di volo indicò che la decompressione della cabina si è verificata quando si trovava nelle vicinanze di Market Bosworth.
L'aereo divenne incontrollabile ed entrò in picchiata, oscillando bruscamente. Subito dopo la decompressione, il pilota chiese al copilota di trasmettere un "MAYDAY" e di chiedere al controllo del traffico aereo (ATC) il permesso di eseguire direttamente un atterraggio d'emergenza, riferendo di aver perso il portellone posteriore e di avere gravi problemi di controllo del velivolo.
Poco dopo, il controllore radar che si occupava del volo 240 notò che l'aereo stava virando oltre la rotta assegnata, tuttavia i suoi tentativi di contattare l'equipaggio non ebbero successo. Circa tre minuti dopo l'ultimo messaggio di soccorso iniziarono ad arrivare all'ATC le segnalazioni di un incidente aereo da parte della polizia.
Diverse persone a terra assistettero agli ultimi momenti del volo 240. Il consenso delle loro prove era che l'aereo colpito era più basso del solito rispetto ad altri aerei in avvicinamento ad East Midlands e che stava perdendo quota oltre ad oscillare sia in fatto di beccheggio che di rollio. Quando riguadagnò l'assetto orizzontale, entrambe le ali si piegarono quasi contemporaneamente e si staccarono dalla fusoliera, insieme ad altre parti della struttura.
Il relitto venne trovato sparso in diversi campi, a circa 1,6 km a nord-est del villaggio di Nailstone.

## La causa
Gli investigatori conclusero che l'incidente era stato causato dal portello del bagagliaio che aveva urtato il bordo d'attacco destro di coda dopo che si era aperto e staccato. Ciò cambiò le caratteristiche aerodinamiche dell'aereo rendendolo incontrollabile. Ciò a sua volta causò un sovraccarico delle ali e del piano di coda, portando a un cedimento strutturale in volo, con entrambe le ali e il piano di coda che si staccarono dalla fusoliera. I fattori determinanti furono lo stato malmesso del meccanismo di comando della porta, che consentì alle coppie di fermi superiore e inferiore di perdere la sincronizzazione e il mancato funzionamento degli allarmi relativi al portellone onde dare all'equipaggio abbastanza tempo per rispondere all'emergenza.